# Dichromodes molybdaria
Dichromodes molybdaria là một loài bướm đêm trong họ Geometridae.